# Juan Miguel Castro

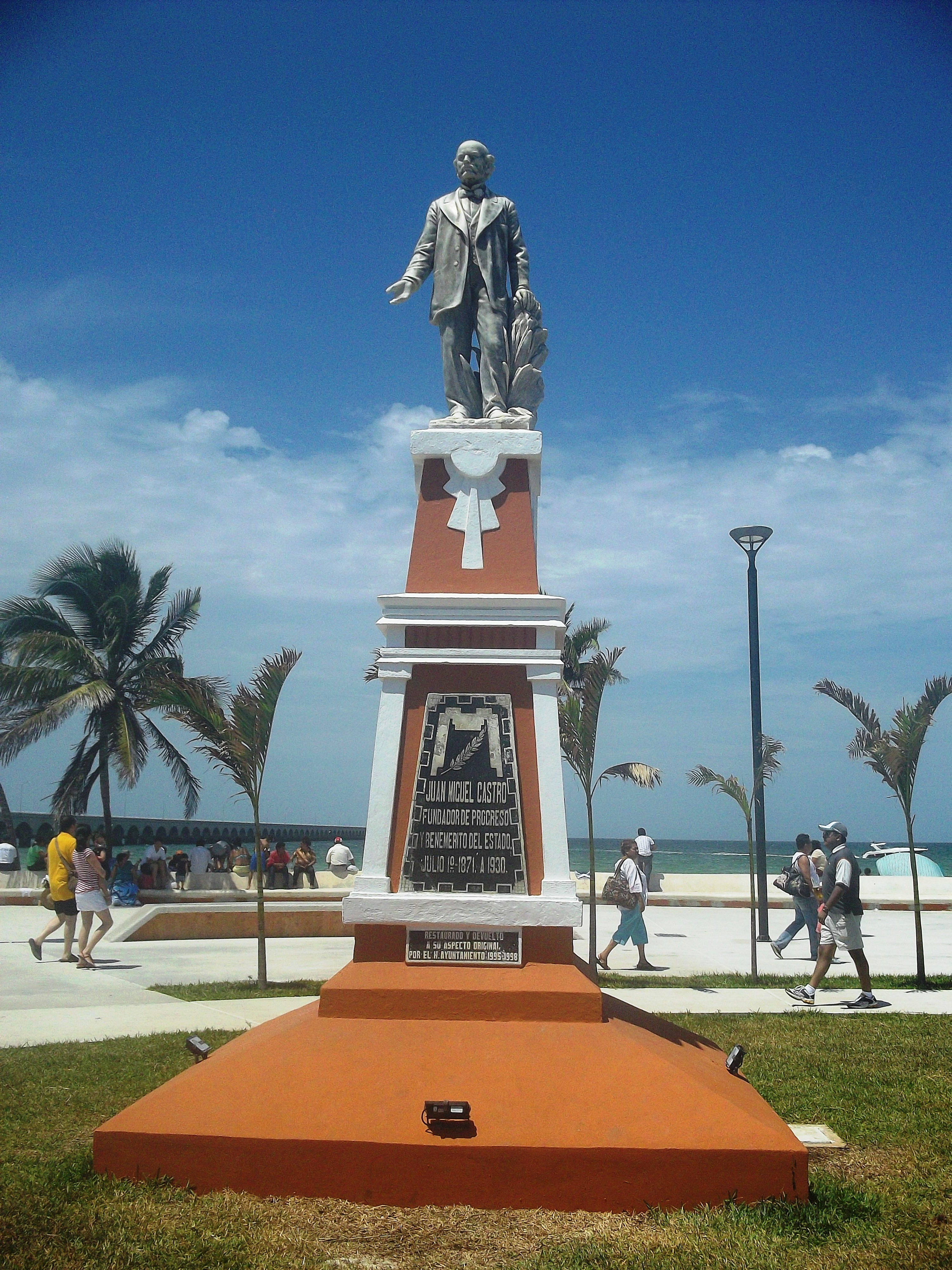
Monumento a Juan Miguel Castro.

Juan Miguel Castro (1803 - 1884) fue un político, promotor, benefactor y empresario mexicano nacido en Hecelchakán, Campeche, cuando esta villa estaba aún dentro en la jurisdicción del estado de Yucatán. Promovió en la segunda mitad del siglo XIX la construcción del puerto de Progreso en el litoral norte de la península de Yucatán, como entrada y salida óptima para las mercancías de Yucatán, construyéndose por su iniciativa el primer muelle del puerto. Desde 1884, año de su fallecimiento en la ciudad de Mérida, en su honor y por decreto del Congreso de Yucatán, el puerto de Progreso lleva su nombre (Progreso de Castro).

## Datos biográficos
Salió de su pueblo natal desde muy joven para radicar con su familia en la ciudad de Mérida en donde cursó sus estudios. 
Participó en diversos ayuntamientos y más tarde fue consejero del gobierno de Yucatán en diversas épocas. Se distinguió durante la denominada Guerra de Castas, por actuar como benefactor de las familias que desposeídas llegaban a Mérida para refugiarse de las calamidades del enfrentamiento social que azotó Yucatán durante la segunda mitad del siglo XIX. 
También, en 1853 durante un epidemia de cólera que padeció Yucatán y su ciudad capital, se comportó heroicamente visitando lazaretos y hospitales, suministrando auxilio y medicinas a quienes los necesitaban y arriesgando su vida por ello.
Trabajó para mejorar las condiciones de industrialización del henequén en la entonces naciente agroindustria, para lo cual viajó a Europa y los Estados Unidos.
Fue el primero en proponer que el puerto de Progreso, a 36 km de la ciudad de Mérida, sustituyera al puerto de Sisal, más lejano, como punto de salida a las exportaciones de henequén. Por ello se construyó la carretera que une las dos ciudades y más tarde el primer muelle naval, considerado en su época el más moderno de la región.
El Congreso del Estado lo declaró Benemérito de Yucatán.
Hay en el puerto de Progreso una estatua en su memoria y honor.